# Veterans Committee
Das Veterans Committee (offizieller Name: National Baseball Hall of Fame Committee on Baseball Veterans) ist ein Komitee der Baseball Hall of Fame, welches jedes Jahr auswählt, welche Spieler, Trainer, Schiedsrichter oder Förderer im Baseball in die Hall of Fame aufgenommen werden.

## Geschichte
Für Jahrzehnte bestand das Veterans Committee aus 15 Mitgliedern, die jeweils einmalig 6 Jahre Amtszeit hatten und regelmäßig durchwechselten. Das Wahlsystem damals sah vor, dass pro Jahr in den Kategorien Spieler, Trainer, Schiedsrichter und Förderer (i. d. R. Präsidenten und Mäzene) nur jene Personen aufgenommen wurden, die die Wahl in ihrer Kategorie gewannen und mindestens 75 % aller Stimmen erhielten. Das Wahlergebnis blieb geheim.
2001 wurde dieses System radikal geändert. Anstelle der 15 Mitglieder konnten nun alle Mitglieder der Hall of Fame plus alle Empfänger des Ford C. Frick Award (Ehrenpreis für Baseball-Radiokommentatoren) bzw. des J. G. Taylor Spink Award (Ehrenpreis für Baseball-Journalisten) mitwählen. Die Wahl verlief nun öffentlich. 
2007 gab es eine weitere Reform. Seitdem sind die Frick- und Spink-Preisträger nicht mehr wahlberechtigt. Dafür darf man nun bis zu vier Personen pro Liste wählen. Daher können auch jene Personen aufgenommen werden, die ihre Wahl in ihrer Kategorie nicht gewannen, aber 75 und mehr Prozent der Stimmen erhielten.